# Тамар (дочка Давида)
Тамар (івр. תָּמָר) — ізраїльська принцеса. Донька Давида та Маахи з Гешуру, єдина рідна сестра Авесалома. У єврейській Біблії описана як надзвичайно красива, як і її брат. У розповіді 2 Самуїла 13, її зґвалтував зведений брат по батькові Амнон (син Давида та Ахіноам з Ізрееля) і утекла в подертому вбранні до дому Авесалома; Давид розгніваний інцидентом, але нічого не робить, оскільки Амнон є його спадкоємцем. Авесалом, розлючений зґвалтуванням і бездіяльністю Давида, бере Тамар під свою опіку, а пізніше вбиває Амнона, щоб помститися за неї, згодом втікаючи до Гешуру, яким править його та Тамар дідусь по материнській лінії Талмай. Через три роки він повертається до Ізраїлю і очолює збройне повстання проти дому Давида, але під час битви при Єфремовому лісі його вбиває племінник Давида і командир армії Йоав. Тамар описується як «покинута жінка, що зазнала спустошення в домі свого брата» та єдина опікунка своєї осиротілої племінниці, яку також звуть Тамар.

## Молодість і сім'я
Мати Тамар, Мааха, була донькою Талмая, царя Гешуру. Її єдиним рідним братом був Авесалом. Біблія не згадує про молодість Тамар; однак у 2 Самуїла 13 вона одягнена в «розкішну одежу […], бо так одягали незайманих дочок царя в попередні часи». Її зведений брат Амнон, який її зґвалтував, був сином Ахіноама з Ізрееля.

## Події 2 Самуїла 13

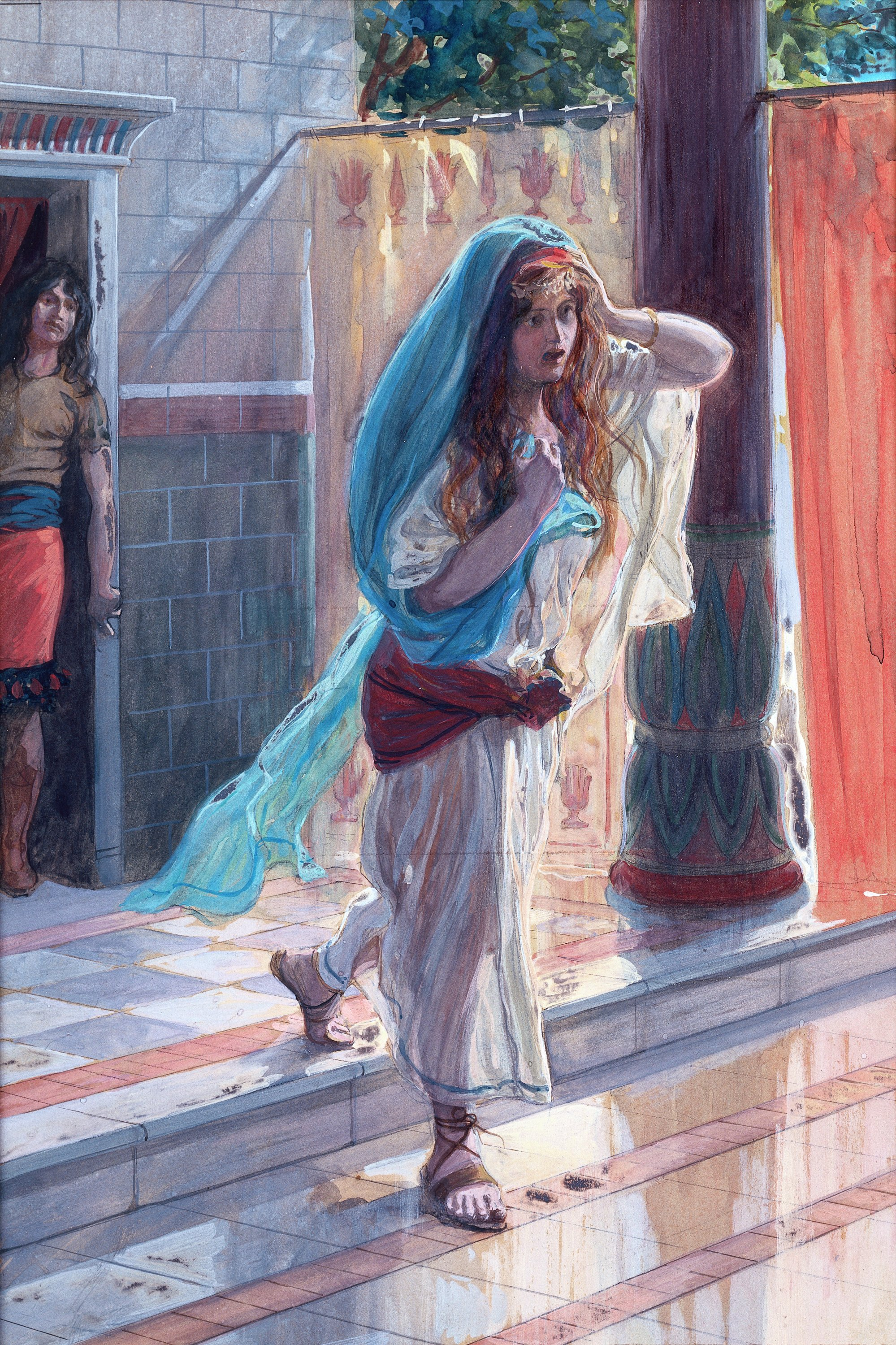
Спустошення Тамар (прибл. 1896–1902) Джеймса Тіссо

### Амнон ґвалтує Тамар
Під час підліткового віку Тамар Амнон стає надзвичайно одержимим нею. Вигадавши хитрість, він діє за порадою свого двоюрідного брата Йонадава і прикидається хворим, просить Давида покликати Тамар, щоб вона приготувала йому їжу. За відсутності Давида, коли вона заходить до кімнати Амнона, він відганяє своїх слуг і починає її домагатися. Вона відмовляє, посилаючись на Закон, але оскільки «він був сильніший за неї, він її зґвалтував». Після статевого акту Амнон злиться на Тамар і нападає на неї. Вона благає, щоб він одружився з нею, щоб зберегти її репутацію, але він змушує її піти. Тамар у риданні розриває свій одяг і йде з плачем, а звістка про зґвалтування починає поширюватися царським домом Давида.

### Тамар тікає до дому Авесалома
Коли Давид дізнається про зґвалтування Тамар, він розгнівався, але нічого не робить, оскільки Амнон є його спадкоємцем трону як первісток Давида. Коли Тамар повідомляє брата про її зґвалтування Амноном, Авесалом, який приймає свою сестру в своєму домі, розлючений. Він втішає її і тримає вдома, присягаючись помститися за неї.

### Авесалом вбиває Амнона і тікає до Гешуру
Через два роки після зґвалтування Тамари Авесалом запрошує всіх інших синів Давида на грандіозний бенкет, а потім наказує своїм слугам убити Амнона, коли той буде п'яний. Після смерті Амнона Авесалом тікає до Гешуру, де царює його дід по материнській лінії Талмай. Тамар продовжує залишатися в домі Авесалома, поки він у вигнанні.

### Авесалом веде невдалу війну проти Давида
Через три роки Авесалом повертається до Ізраїлю і починає збирати народну підтримку проти Давида в Єрусалимі. Починається війна, коли повстанці Авесалома мобілізуються в Хевроні та починають битися з армією Давида, намагаючись повалити його. Однак повстання зазнає невдачі, коли під час битви біля Єфремового лісу Авессалома вбиває командир армії Давида Йоав.

### Подальше життя Тамар
Після смерті брата Тамар стає єдиною опікункою своєї племінниці, також Тамар. У Біблії згадується, що Тамар залишилася «жінкою спустошеною в домі брата свого»; вона була засмучена та травмована своїм зґвалтуванням. Про її подальше життя та смерть нічого не відомо.

## Рабинська література
Мудреці Мішни зазначають, що любов Амнона до Тамари, його зведеної сестри, виникла не від справжньої прихильності, а від хтивості. Досягнувши бажаного, він одразу ж «дуже сильно її зненавидів». «Усяка любов, що залежить від чогось певного, зникає, коли зникає це щось; такою була любов Амнона до Тамар» (Авв., ст. 16). Однак любов Амнона до Тамар не була таким переступом, як це зазвичай вважається: адже, хоча вона була дочкою Давида, її мати була військовополоненою, яка ще не стала єврейкою; отже, Тамар також не увійшла в єврейську громаду (Санх. 21а). Мудреці використовували історію Амнона і Тамар для обґрунтування свого правила, згідно з яким чоловік ні в якому разі не повинен залишатися наодинці з жінкою, навіть неодруженою (Sanh. l.c. et seq.).
За Вавилонським Талмудом, Амнон ненавидів Тамар, оскільки, коли він її зґвалтував, Тамар прив'язала одну зі своїх волосин навколо пеніса Амнона і використала її, щоб каструвати його. Вавилонський Талмуд також стверджує, що смерть Амнона була покаранням від Господа за розпусність Амнона.
Ізраїльські мудреці швидко зазначають, що Тамар народилася від союзу Давида з красивою полонянкою, і що її мати зачала її під час першого акту злягання, у цьому випадку мати ще не навернулася до іудаїзму та народжена дитина вважалася неєврейкою і вимагала переходу в єврейську релігію. Хоча Амнон і Тамар мали одного біологічного батька, вони не вважалися справжніми братом і сестрою і могли фактично одружитися одне з одним, оскільки для єврейської релігіївона була прозеліткою. З цієї причини Тамар наполягла на тому, щоб їхній батько не відмовляв її від нього (2 Самуїла 13:13).

## Наукова дискусія

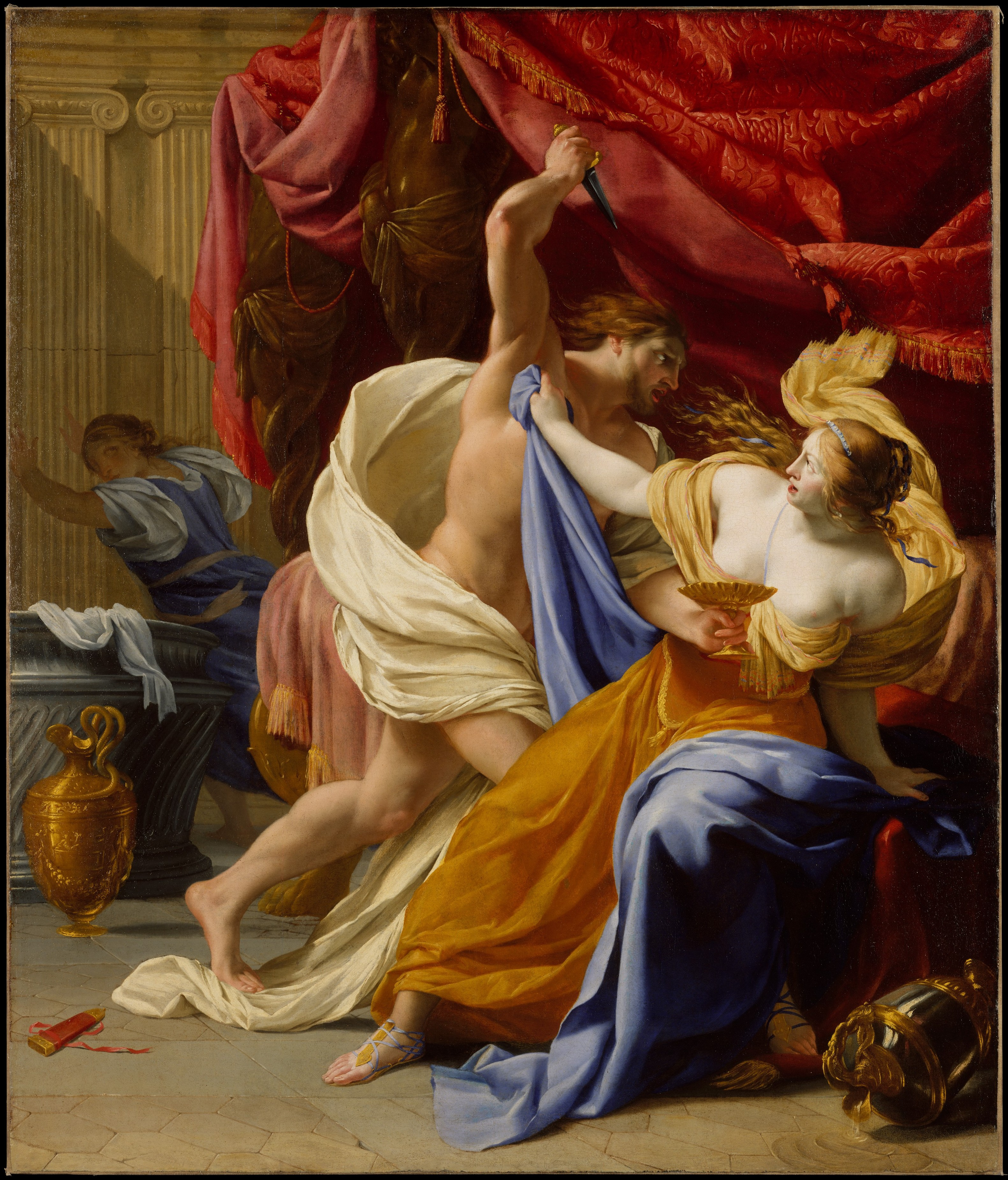
Зґвалтування Тамар (прибл. 1640) Есташа Ле Сюера

Майкл Д. Куган пояснює, що розповідь про зґвалтування Тамар, яка з'явилася незабаром після оповіді про Ветсавію, є способом для оповідача порівняти Амнона з Давидом. Як Давид образив Вірсавію, так і Амнон образить Тамар, «як батько, так і син». Марк Ґрей, однак, не погоджується з Куганом у цьому питанні, стверджуючи, що «зґвалтування Тамар є актом такого жахливого осквернення, що його відмічають як відмінність від зустрічі Давида з Вірсавією».
Мері Дж. Еванс описує Тамар як «красиву, добросерду, слухняну, праведну доньку, яка повністю знищена своєю сім'єю». Після зґвалтування Амнон намагався вислати Тамар. Вона відповіла: «Ні, брате мій, бо ця кривда, відіславши мене, більша за ту, яку ти зробив мені» (2 Samuel 13:15–16).
За біблійним законом, чоловікові було заборонено мати секс зі своєю сестрою. Рав каже, що за біблійним законом Тамар не була ні дочкою Давида, ні сестрою Амнона. Тамар була раніше народженою дочкою дружини Давида, і тому біологічно не була пов'язана ні з Давидом, ні з Амноном. Куган каже, що, за Біблією, Амнон міг одружитися з Тамар. Кайл Маккартер припускає, що або закони не діють наразі, або Девід не помічає їх, або вони не стосуються королівської сім'ї.
Куган у своєму розділі про жінок у 2-й книзі Самуїла описує Тамар як «пасивну фігуру», чия історія «розказана зі значним пафосом». Куган також вказує на зворушливість образу в кінці оповіді, де Тамар залишається «безлюдною жінкою в домі свого брата Авесалома» (2 Samuel 13:20). Вважається, що цей кінцевий вірш про Тамар має на меті викликати співчуття та жалість до неї.
Едрієн Бледштейн каже, що опис Тамар як одягненої в «багато прикрашений одяг» міг означати, що вона була жрицею або тлумачкою снів, як Йосип у його різнобарвному плащі.

### Філософія та дослідження трагедії Тамар
Є багато історій, які дивляться на сумну історію Тамар з різних точок зору: історію Давида, історію її брата Авесалома, історію слуг і, насамперед, історію самої Тамар.

## Літературні посилання
- Георг Крістіан Лемс, «Des israelitichen Printzens Absolons und seiner Prinzcessin Schwester Thamar Staats- Lebens- und Helden-Geschichte» («Героїчне життя та історія ізраїльського принца Абсолома та його принцеси-сестри Тамар»), роман німецькою мовою, опублікований у Нюрнберзі, 1710
- Іспанський поет Федеріко Гарсіа Лорка написав вірш про зґвалтування Амноном його сестри Тамар, який увійшов до поетичної збірки Лорки 1928 року «Романсеро Гітано» (перекладається як «Циганські балади»). Версія Лорки значно відрізняється від біблійного оригіналу — Амнон зображений охопленим раптово неконтрольованою пристрастю, без жодного цинічного планування та продуманості оригінальної історії. Він нападає та ґвалтує Тамар, а потім тікає в ніч на своєму коні, а лучники стріляють у нього зі стін, після чого цар Давид перерізає струни своєї арфи.
- «Зґвалтування Тамар», роман Дена Джейкобсона (ISBN 1-84232-139-0)
- "Смерть Амнона», вірш Елізабет Гендс
- «Йонадаб», п'єса Пітера Шаффера (1985, перероблена 1988;ISBN 978-0-14048-218-8)
- У «Звіті короля Давида» Штефана Гейма 1973 року[15] який східнонімецьким письменником описує придворного історика, який пише «авторизовану» історію правління царя Давида, розділ присвячено інтерв'ю головного героя з Тамар — яка є описана як така, що збожеволіла внаслідок свого травматичного досвіду.
- «La venganza de Tamar» («Помста Тамари»), театральна п'єса іспанського письменника Тірсо де Моліна.
- У романі «Книга Тамар» Нела Гаваса повстання Авесалома представлено з точки зору його сестри. Уважно стежачи за основними подіями, описаними в Біблії, Гавас зосереджується на мотивах дій Авесалома, які є складнішими, ніж описано в писаннях. Зґвалтування своєї сестри він використовує як привід для самореклами у своєму прагненні просунутися по службі.

## Уточнення
1. ↑  Натомість це зображення може бути зображенням Тарквіна і Лукреції (див.); рабиня на зображенні є жінкою, а в легенді про Лукрецію - чоловіком, але, з іншого боку, кинджал не є частиною легенди про Тамар.[11]